# Санкуарская декларация

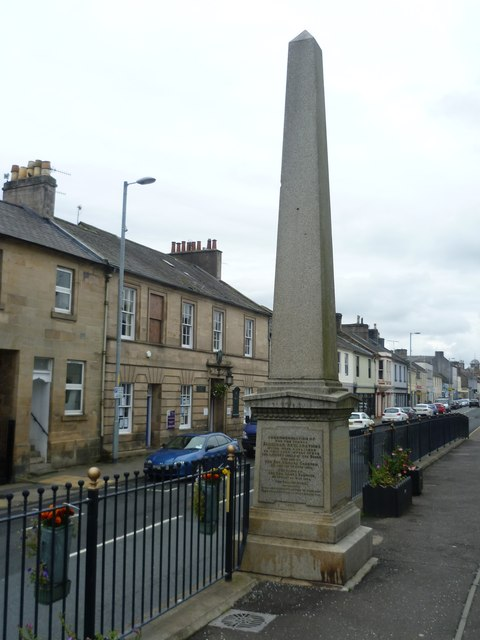
Памятник

Санкуарская декларация (англ. Sanquhar Declaration) ― это речь, произнесённая в 1680 году на главной площади Санкуара.
Декларация была прочитана Майклом Камероном в присутствии его брата Ричарда Камерона, лидера ковенантеров. Демонстрация прошла в сопровождении двадцати вооружённых мужчин. В своей речи Камерон отрёкся от верности правительству Шотландии и королю Англии Карлу II «во имя истинных интересов протестантов и пресвитерианцев».
Эта символическая демонстрация являлась по сути объявлением войны и была одним из первых событий, приведших к Славной революции и к концу правления династии Стюартов.
В настоящее время в Санкуаре стоит памятник, посвящённый этому событию.